# William Zorach

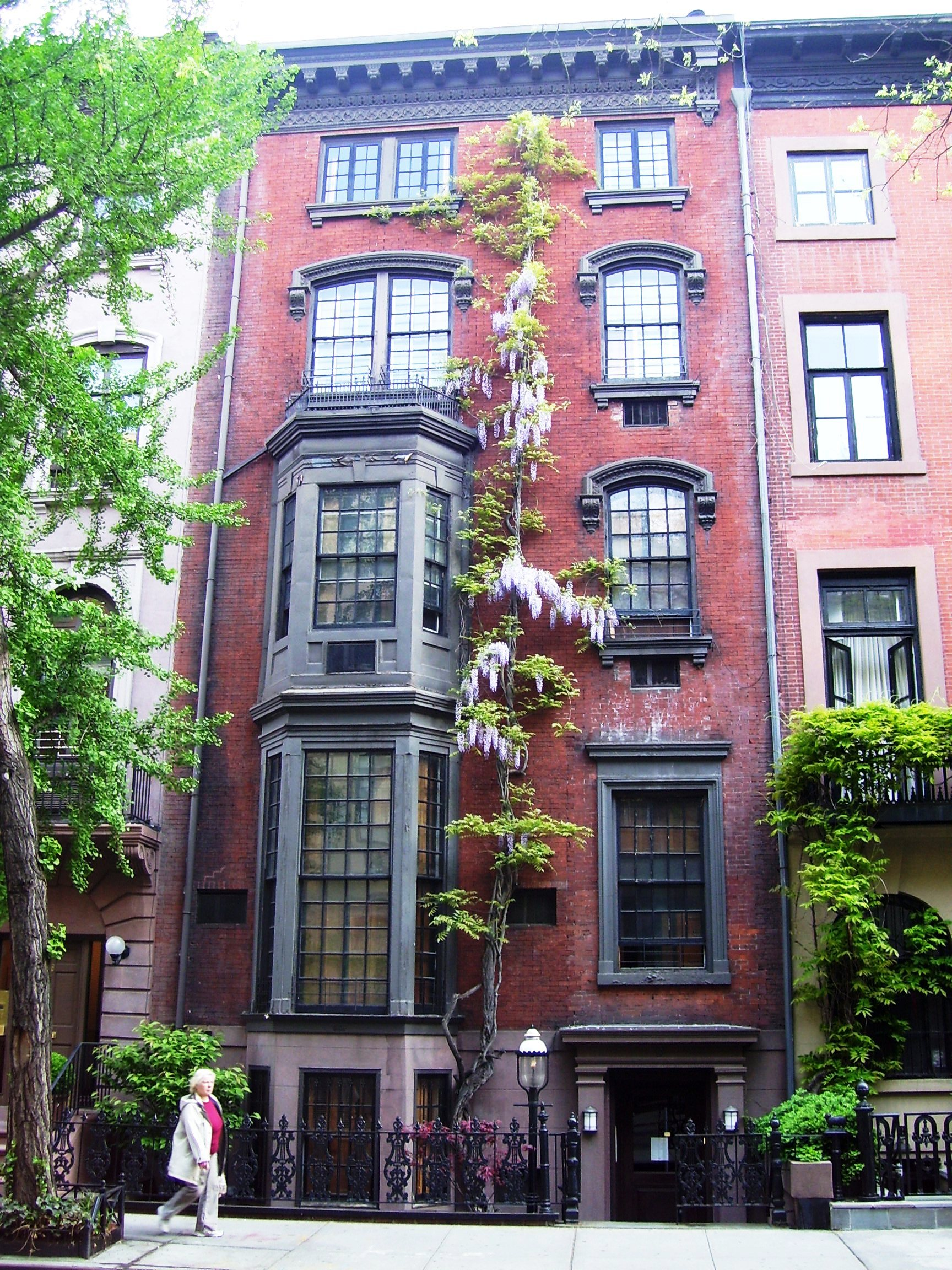
17 West 9th Street, New York City house

William Zorach, né le 28 février 1889 à Eurburg (aujourd'hui Jurbarkas) et mort le 15 novembre 1966 à Bath, est un sculpteur, peintre, graveur et écrivain américain. Il a remporté la médaille Logan des arts. Il est connu pour avoir été à l'avant-garde des artistes américains adoptant le cubisme, ainsi que pour ses sculptures.
Il est le mari de Marguerite Thompson Zorach et le père de Dahlov Ipcar, tous deux artistes à part entière.

## Biographie

### Jeunesse
Zorach Gorfinkel naît le 28 février 1889 à Eurburg (aujourd'hui Jurbarkas en Lituanie) (qui faisait alors partie de l'Empire russe), dans une famille juive lituanienne. Il est le fils d'un propriétaire de péniche. Huitième d'une famille de dix enfants, Zorach (son nom d'emprunt) émigre avec sa famille aux États-Unis en 1894. Ils s'installent à Cleveland dans l'Ohio, sous le nom de "Finkelstein". À l'école, son prénom est changé en "William" par un professeur. Il reste dans l'Ohio pendant près de 15 ans, poursuivant ses activités artistiques. Il devient apprenti chez un lithographe à l'adolescence et étudie la peinture avec Henry G. Keller en cours du soir à l'école d'art de Cleveland de 1905 à 1907. En 1908, Zorach déménage à New York pour s'inscrire à la l'Académie américaine des beaux-arts. En 1910, Zorach s'installe à Paris avec l'artiste et lithographe de Cleveland, Elmer Brubeck, pour poursuivre sa formation artistique à l'école La Palette.

### Carrière
Alors à Paris, il rencontre Marguerite Thompson (1887-1968), une autre étudiante en art de nationalité américaine, qu'il allait épouser le 24 décembre 1912, dans la ville de New York. Le couple adopte son prénom original, Zorach, comme nom de famille commun. Lui et sa femme reviennent en Amérique, où ils continuent à expérimenter différents médias. En 1913, les œuvres des deux Zorach et Marguerite, ont été inclus dans la désormais célèbre Armory Show, présentant leur travail pour le grand public comme les critiques d'art et les collectionneurs. Tous deux William et Marguerite sont fortement influencées par le cubisme et le fauvisme. Ils sont crédités comme étant parmi les premiers artistes à introduire les styles modernistes européen au modernisme américain. Au cours des sept années suivantes, Zorach s'établit en tant que peintre, exposant fréquemment ses tableaux dans des galeries telles que la Society of Independent Artists et le Whitney Studio Club. Alors que Marguerite commence à expérimenter les textiles et crée de grandes tapisseries d'art et des tapis crochetés, William commence à expérimenter la sculpture, qui deviendra son principal moyen d'expression.
En 1915, William et Marguerite fonde leur famille avec la naissance de leur fils, Tessim. Leur fille, Dahlov Ipcar, naît en 1917 et travaillera plus tard comme artiste. Alors que la famille Zorach passe ses hivers à New York, ses étés sont répartis entre le New Hampshire et le Massachusetts. Ils passent notamment quelques étés à Plainfield, dans le New Hampshire, à la Cornish Art Colony, louant la ferme Echo, propriété de leur ami et collègue artiste Henry Fitch Taylor. C'est là que leur fille naît, tout en produisant diverses gravures représentant la vie à la campagne. Ils sont également membre de la colonie artistique des imprimeurs de Provincetown, dans le Massachusetts.
En 1923, la famille Zorach achète une ferme sur Georgetown Island, dans le Maine, où elle réside, travaille et reçoit des invités. Zorach est élu à l'Académie américaine des arts et des lettres en 1953, et reçoit un D.F.A. du Bates College en 1964. Il enseigne à l'Art Students League of New York, entre 1929 et 1960. Il continue à travailler activement en tant qu'artiste jusqu'à sa mort à Bath dans le Maine, le 15 novembre 1966.

## Œuvres
Ses œuvres peuvent être trouvées dans de nombreuses collections particulières, d'entreprises, et des collections publiques à travers le pays dont Smithsonian American Art Museum, le Musée des Beaux-Arts de Boston, le Metropolitan Museum of Art, le Musée Whitney d'Art, la Galerie Nationale d'Art, le Radio City Music Hall, le Musée d'Art Currier ainsi que de nombreux collèges et des collections universitaires. Son œuvre a également fait partie de l'épreuve de sculpture du concours artistique des Jeux olympiques d'été de 1932.

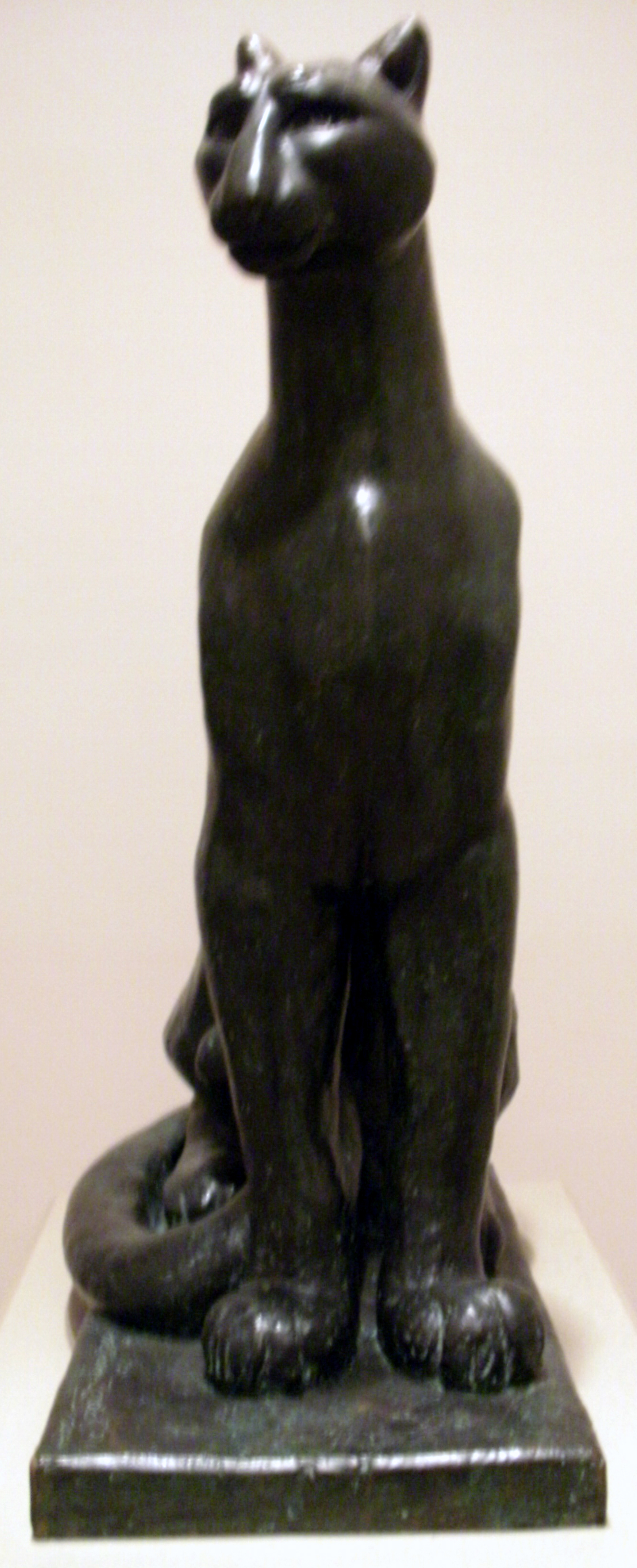
Puma, à la National Gallery of Art
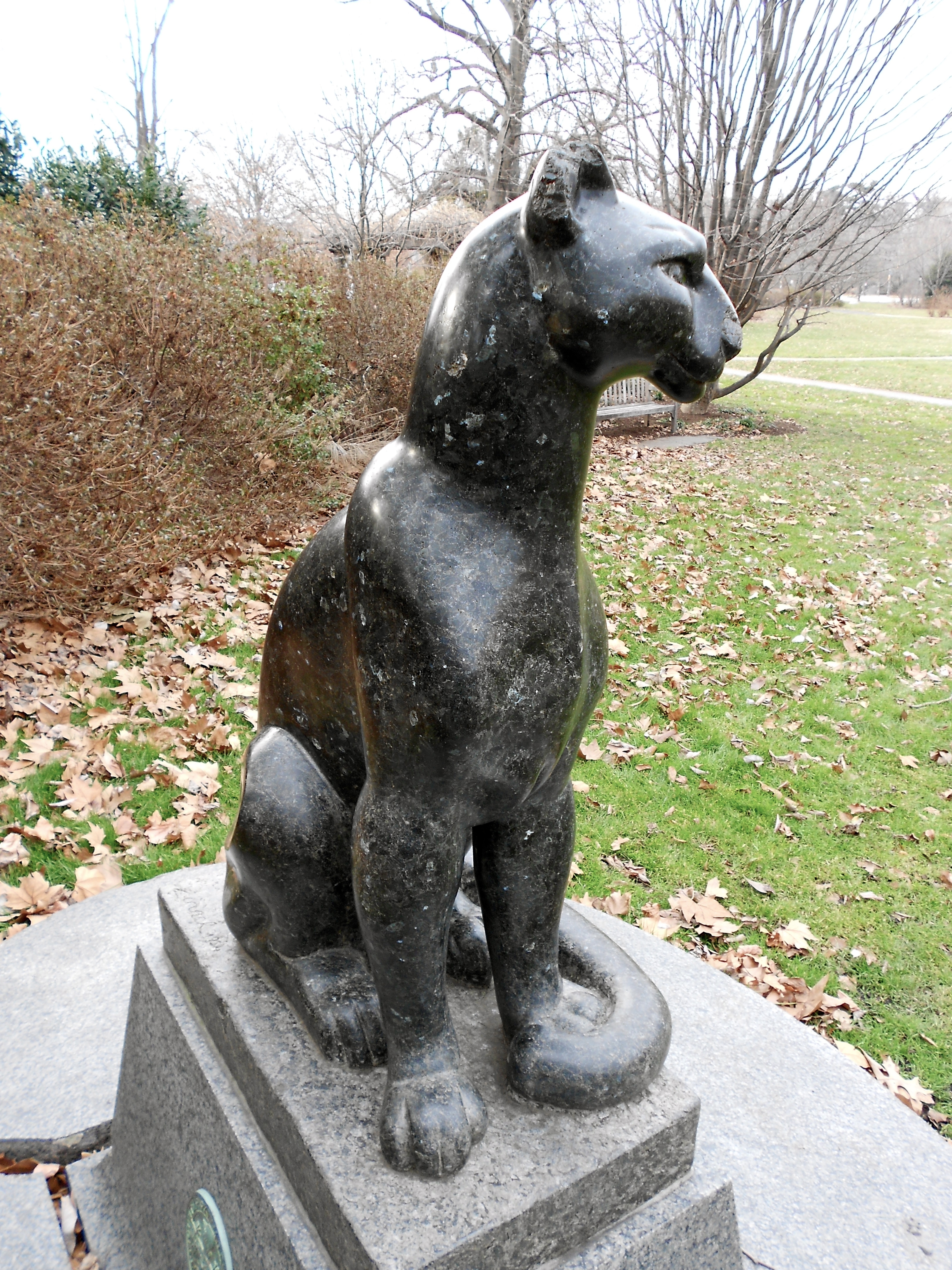
Puma
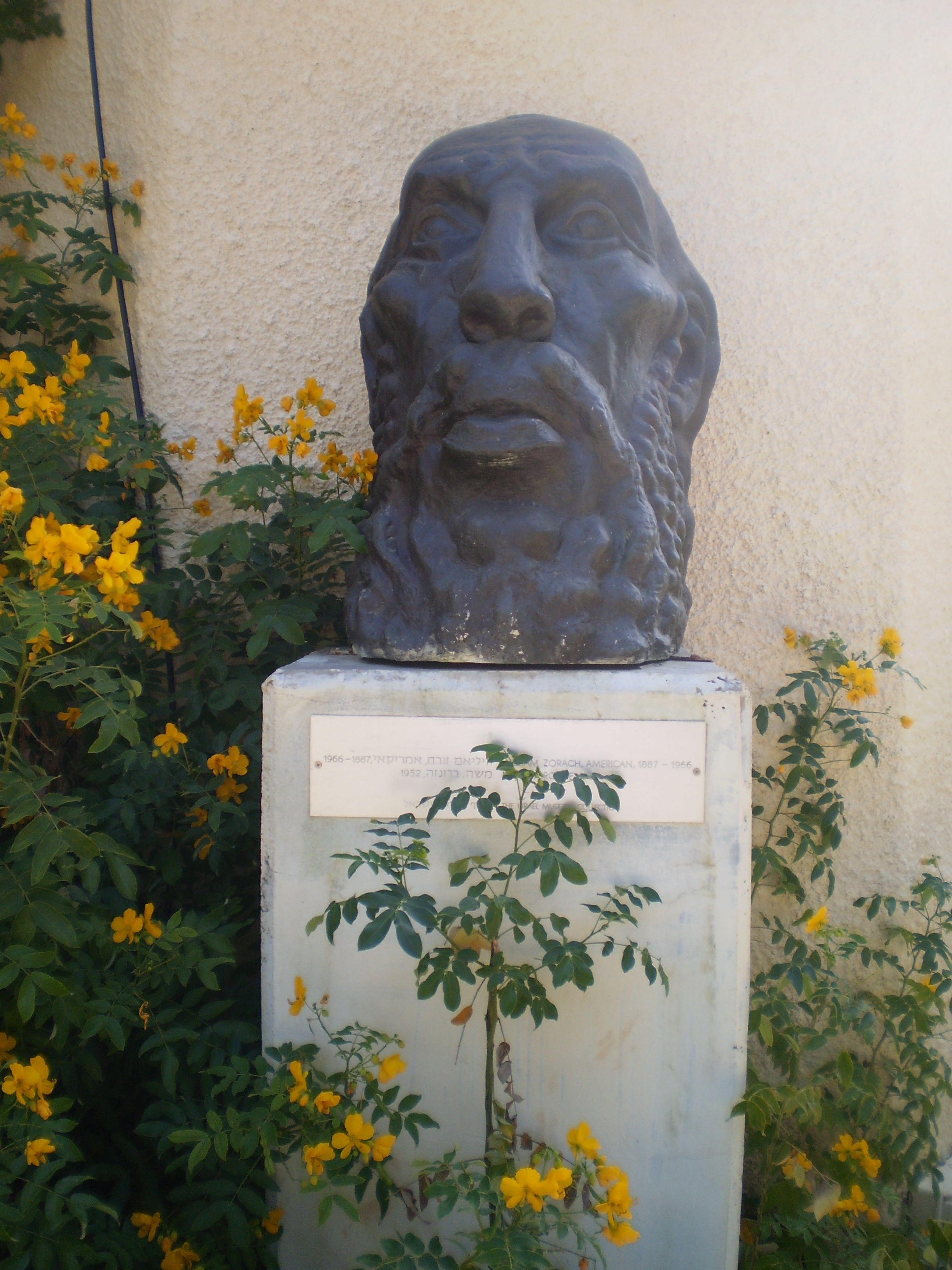
Moïse
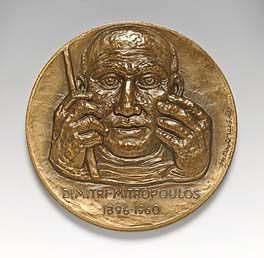
Dimitri Mitriopoulos, Concours International De Musique De Médaille
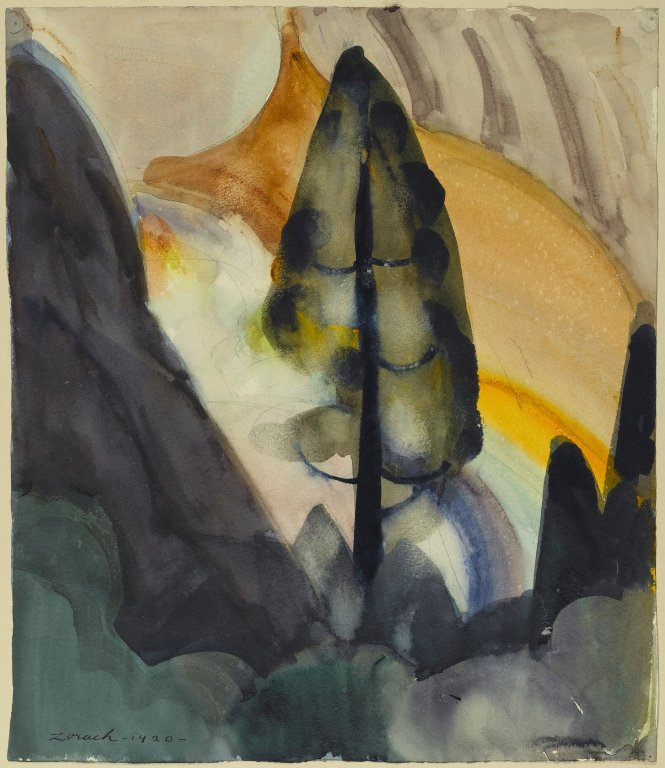
Brooklyn Museum - Arbre - Yosemite - William Zorach - ensemble
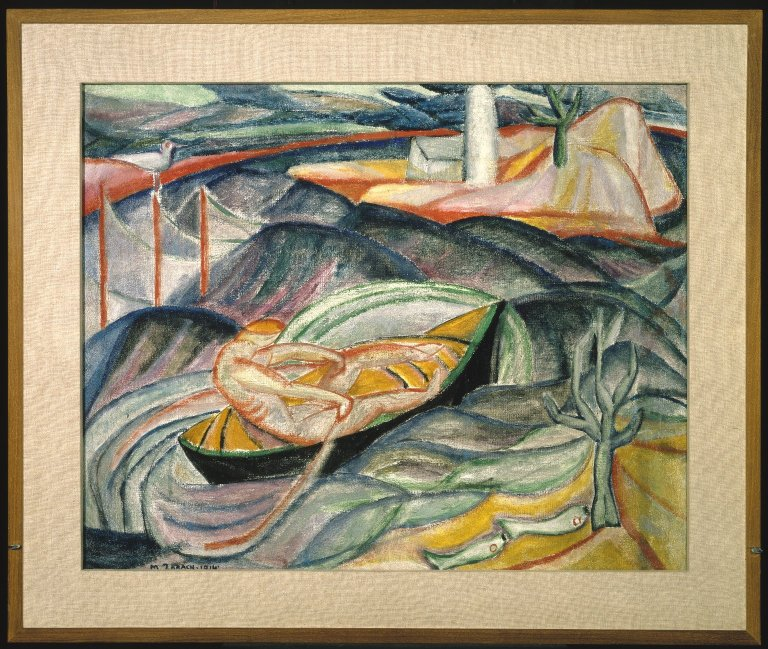
Brooklyn Museum - Esquif dans les Vagues (recto) et de Figures dans le Paysage (verso) - Marguerite Thompson Zorach - encadrée
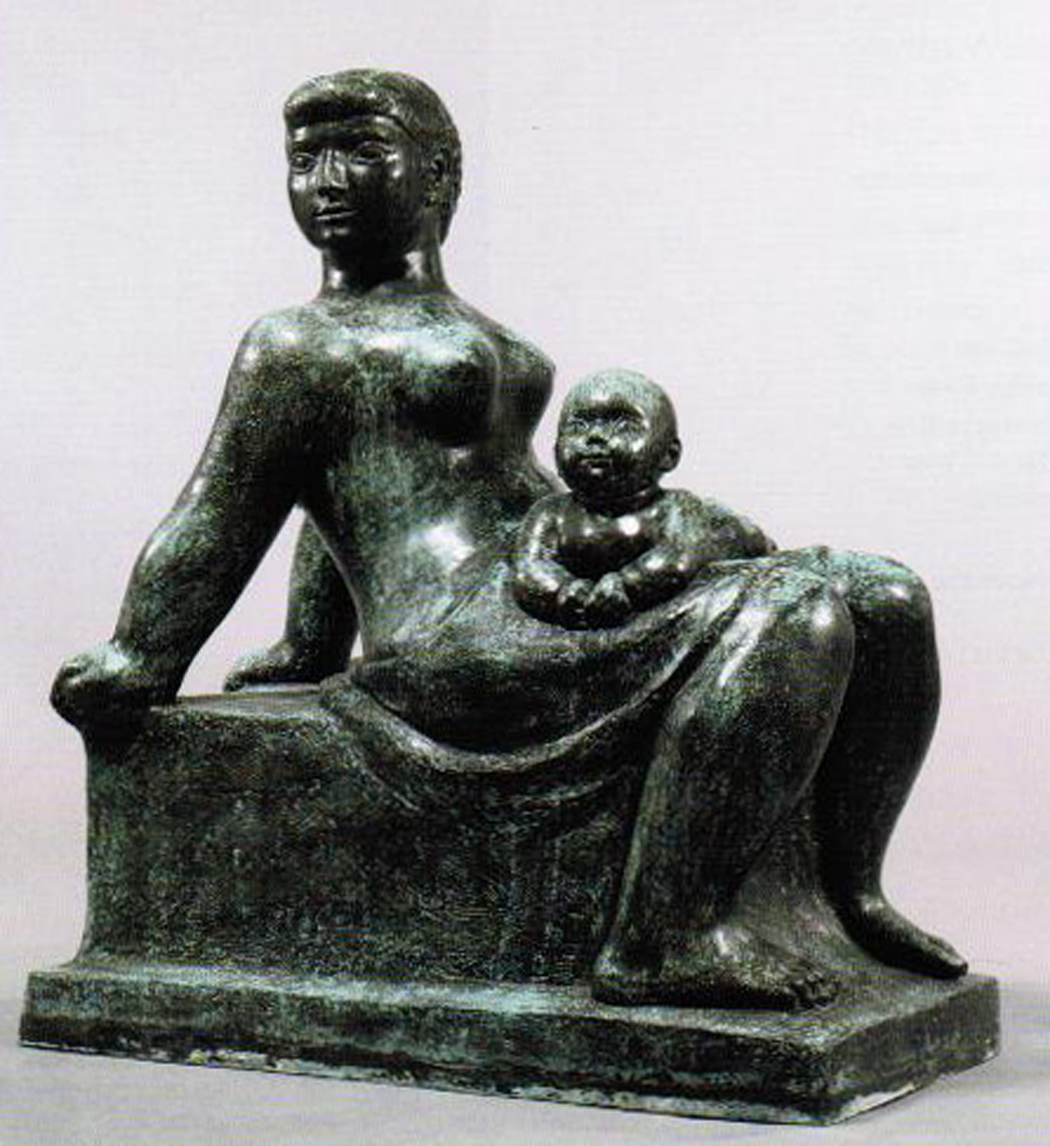
De Nouveaux Horizons. Sculpture en Bronze, 1951, près de 42 pouces de haut.
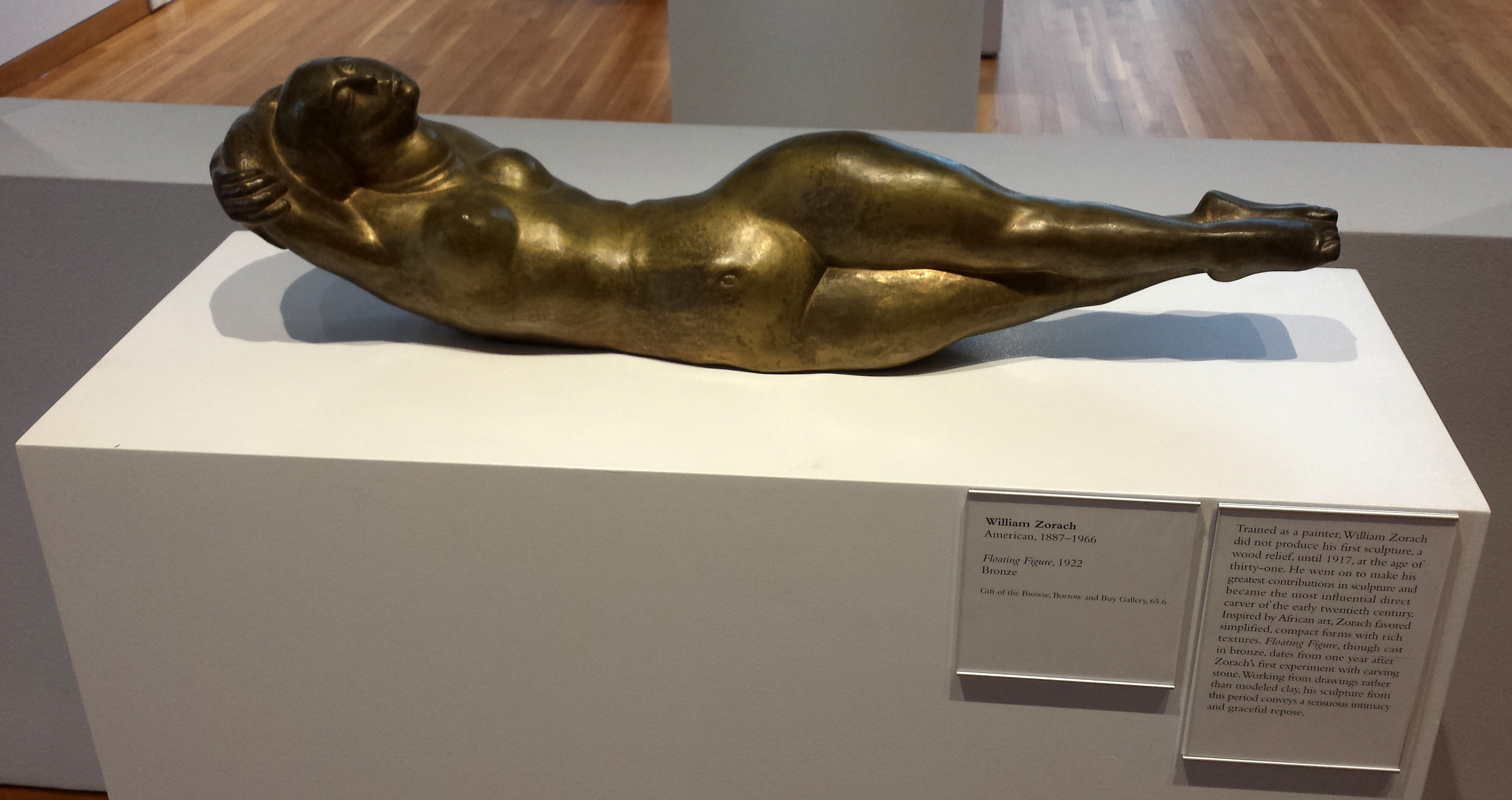
William Zorach, Flottant À La Figure. 1922. Médaille de Bronze. High Museum of Art, Atlanta, Géorgie.